# 房氏 (魏溥妻)
房氏，北魏女性人物，常山人，嫁给钜鹿魏氏的魏溥为妻。
房氏父亲房堪，後燕慕容垂时貴鄉郡太守。房氏温婉顺从高雅聪明，年轻时有洁烈的操守。房氏十六岁魏溥患病将死，说自己牵挂母老家贫，儿子婴幼。"房氏哭着对丈夫说：“幸承先人余训，出事君子，义在自毕。有志不从，命也。夫人在堂，稚子襁褓，顾当以身少，相感长往之恨。”房溥去世。将要大敛，房氏以刀割左耳，把耳朵投入棺中，说：“鬼神有知，相期黄泉壤。”大家都非常惊惧。婆婆刘氏哭着问她为什么要这样。她说，是为了向父母自誓心志。她儿子魏缉当时生下来还没有一百天，养在后房之内，房氏未曾出门，不听丝竹，不预座席。魏缉十二岁，房氏回到娘家。父兄还想让她改嫁，魏缉听到后告诉母亲。房氏假装出行，其实是要离开娘家。走了数十里被发现。兄弟来追，房氏哀叹而不返。训导魏缉有母仪法度。魏缉所交游之人名望胜过他的，就亲自准备酒饭；有不及他的，就关起门躺着不吃饭，等着儿子道歉再吃。六十五岁去世。魏缉子魏悦官至济阴郡太守，官民为他立碑颂德。金紫光禄大夫高闾作文，其中序言提到房氏：“祖母房年在弱笄，艰贞守志，秉恭妻之操，著自毁之诚。”颂文写道：“爰及处士，遘疾夙凋。伉俪秉志，识茂行高。残形显操，誓敦久要。诞兹令胤，幽咸乃昭。”处士是魏溥，因为他没有当官就死了。